# عمر عبد المجيد
عمر عبد المجيد (مواليد 19 أغسطس 2005) هو لاعب كرة قدم مصري يلعب في مركز الوسط المهاجم في نادي هامبورغ.

## روابط خارجية
- عمر عبد المجيد على موقع قاعدة بيانات كرة القدم.إي يو (الإنجليزية)
- عمر عبد المجيد على موقع عالم كرة القدم.نت (الإنجليزية)